# António Diniz da Cruz e Silva
Pour les articles homonymes, voir Antonio Silva et Silva.
António Diniz da Cruz e Silva (Lisbonne, 4 juillet 1731-Rio de Janeiro, 5 octobre 1799), est un poète portugais.

## Biographie
Célèbre pour sa verve et son enthousiasme, surnommé le « Pindare portugais », il est l'auteur, entre autres, sous le nom d' Elpino Nonacriense de trois centuries de sonnets, d'une comédie Le Faux héroïsme, d'une traduction en vers de l' Iphigénie de Claude Guimond de La Touche, d'un recueil de poésies inspirées de la littérature britannique et du Goupillon, un poème héroï-comique qui a été traduit en Français en 1828 par Jean François Boissonade de Fontarabie. 
Ses odes n'ont été découvertes qu'après sa mort, en 1811. Il est aussi l'auteur des Métamorphoses du Brésil.